# Daniel Trenton
Daniel Trenton (* 1. März 1977 in Melbourne) ist ein ehemaliger australischer Taekwondoin.

## Karriere
Daniel Trenton erkämpfte seine erste internationale Medaille mit der Silbermedaille bei den Asienmeisterschaften 1996 in seiner Geburtsstadt Melbourne in der Gewichtsklasse über 83 Kilogramm. 1999 gewann er in Edmonton in der Gewichtsklasse über 84 Kilogramm Bronze bei den Weltmeisterschaften. Im Jahr 2000 nahm er an den Olympischen Spielen in Sydney teil, bei denen er in der Gewichtsklasse über 80 Kilogramm nach drei Siegen im Finale auf Kim Kyong-hun traf, dem er mit 2:6 unterlag. Trenton erhielt somit die Silbermedaille. 2002 sicherte er sich in Amman in derselben Gewichtsklasse nochmals Silber bei den Asienmeisterschaften. Bei den Olympischen Spielen 2004 in Athen schied er in der Gewichtsklasse bis 80 Kilogramm in der zweiten Runde gegen Youssef Karami mit 9:13 aus und belegte den neunten Rang.
Nach seiner aktiven Zeit als Sportler wurde er Trainer der australischen Auswahl, zudem bekleidete er verschiedene Ämter beim Weltverband.